# 에이리언 (영화)
《에이리언》(영어: Alien 에일리언[*])은 1979년에 제작된 SF 호러영화이다. 리들리 스콧이 감독을 맡고 시고니 위버가 주연을 맡았다. 항해 중의 대형 우주선이라는 폐쇄 공간 안에서 매우 공격적이고 특이한 외계생물에게 습격당하는 승무원의 공포와 갈등을 그린다. 제목인 'Alien'은 외국어표기법에 의하면 '에일리언'이 맞으나, 국내 개봉시의 공식적인 명칭은 '에이리언'이다. 간결한 메시지 전달에 대한 베스트셀러 스틱!에서는 이 영화를 '죠스(Jaws)의 우주 버전' 이라고 요약한 바 있다.
에이리언은 평단의 찬사와 흥행 성공을 바탕으로 소설과 비디오게임, 기념품 등으로 할리우드 프랜차이즈의 한 부분이 된다. 이 작품을 포함 세 연작을 통해 주연 시고니 위버는 '강한 여성주연'으로 국제적 명성을 얻었고, 에이리언 또한 일반적인 할리우드 액션 영화에서 벗어나, 그 자체로 상징성을 지니게 된다.
시리즈물 전반적으로 주인공 '리플리'가 위험을 벗어나기 위해 달아나는 내용은 데이비드 크로넌버그 감독의 1970년대 영화들과 맥을 같이 하며, '에이리언'은 '바디호러' 같은 공포영화의 하위장르 발전에 크게 기여한다. 언론에 공개될 당시의 영화의 슬로건은 "In Space, No One Can Hear You Scream.(우주에서는, 당신의 비명은 누구에게도 들리지 않는다)"였는데, 이 슬로건은 바버라 깁스가 작성했고, 그래픽 디자이너 필 깁스가 영화의 포스터 디자인을 맡았다.
연관된 작품들은 《에이리언 2》(Aliens)(1986), 《에이리언 3》(Alien 3)(1992), 《에이리언 4》(Alien:Resurrection)(1997)이다. 이십세기폭스필름사는 '에이리언 프랜차이즈'와 '프레데터 시리즈'를 적절히 크로스오버한 《에이리언 vs 프레데터》(Alien vs Predator)(2004)와 이것의 후속작인 《에이리언 VS. 프레데터 2》(Alien vs Predator:Requiem)(2007)을 제작했다.
2002년 이 영화는 미국 의회도서관에 의해 문화적으로, 역사적으로, 미적으로 중요성을 인정받아 미국 국립영화등기부에 선정, 보존되었다.

## 줄거리
2122년. 상업 우주 화물선 '노스트로모'호는 2천만 톤의 광물을 싣고 승무원 일곱 명과 함께 지구로 향하고 있다. 우주선의 메인 컴퓨터 MU-TH-R 182, 약칭 "마더(Mother)"는 한 혹성의 궤도를 선회하는 위성에서 정체를 알 수 없는 신호를 포착한다. 미리 프로그램된 대로 "마더"는 이 신호를 탐색하기 위해 동면해 있는 승무원들을 깨운다. '노스트로모'호는 광물운반과 채굴장비로부터 분리되어 위성에 착륙을 시도하고, 위성에 하강하는 도중에 약간의 손상을 입는다.
선장 달라스(톰 스케릿), 부선장 케인(존 허트), 항법사 램버트(베로니카 카트라이트)는 신호를 조사하기 위해 우주선을 떠난다. 그들은 오래전에 추락한 알 수 없는 문명의 비행선과 조우하게 되고, 그 비행선 안에서 미이라화한 파일럿을 발견한다. 케인은 파일럿 근처에서 구멍을 발견하고 거기로 내려가 수천 개의 거죽에 둘러싸인 알들을 발견한다. 그중 알 하나가 열려, 안에서 튀어나온 '페이스 허거'가 케인이 쓰고 있던 헬멧을 녹이고 그의 얼굴에 달라붙는다. 달라스와 램버트는 정신을 잃은 케인을 데리고 '노스트로모'호로 돌아온다. 리플리(시고니 위버)는 '달라스'와 '케인'이 부재시 명령권이 있는 장교로 검역절차에 따라 그들이 선내에 들어오는 것을 거부했지만, 과학장교 애쉬(이안 홈)가 리플리의 결정에 불복종하여 그들을 우주선 안으로 들인다. 우주선의 의무실에서 달라스와 애쉬는 케인의 얼굴에 달라붙은 괴물을 케인에게 해를 입히지 않고 떼어내기는 불가능했고, 괴물의 관절부위를 잘라내려 하자 강산성 체액이 뿜어나와 우주선 바닥을 수겹이나 뚫었다. 이것이 괴물의 '치명적인 방어기제'였다. 선원들은 그래서 괴물을 떼어내기를 포기했고 괴물은 얼마후 케인의 얼굴에서 스스로 떨어져 죽어 버린다. 이후 케인은 겉으로 보기에 아무 문제없이 깨어난다.
마침 우주선의 수리가 끝나고, 승무원들은 위성을 떠나 동면상태로 돌아가기 전 마지막으로 식사를 한다. 음식을 먹던 중 케인은 숨이 막히고 발작증세를 보이다 가슴을 뚫고 괴물이 튀어나와 사망한다. 괴물은 케인의 몸에서 나와 우주선 구석으로 쏜살같이 사라진다. 케인의 사체를 우주장으로 치르고, 남은 승무원들은 괴물을 잡기 위해 팀을 나눈다. 애쉬가 괴물을 찾기 위한 '추적장치'를 만드는 동안, 브렛(해리 딘 스탠튼)은 소몰이 막대 등의 무기를 만들었다. 구석에서 괴물의 위치를 찾았다고 생각한 파커(야펫 코토)와 브렛, 리플리는 그들의 고양이인 '존스'를 대신 찾았지만 달아난다. '존스'가 다시 추적장치에 걸릴 것을 염려한 파커는 브렛을 보내 존스를 잡아오라고 하고, 존스를 찾다가 브렛은 다 자라 거대해진 괴물과 조우한다. 괴물은 브렛을 공격하여 머리에 치명상을 입히고 통풍구로 끌고 가 버린다.
승무원들은 괴물이 통풍구를 이용한다는 사실을 알고는 선장인 달라스가 직접 화염방사기를 들고 들어가 추적장치로 괴물을 찾아 에어록으로 끌어내 우주로 날려 버리려고 한다. 그러나 곧 달라스 쪽으로 향하는 괴물의 신호가 포착되고 달라스는 통풍구에서 빠져 나오려다가 미리 잠복해 있던 괴물에게 습격받고 사라진다. 리플리는 메인 컴퓨터 "마더"에게 괴물을 무찌를 방법에 대해 조언을 구하다가, "회사"가 이미 외계인의 경고신호를 판독해 위험하다는 사실을 알면서도 괴물을 무기로 사용하기 위해 '승무원들이 희생되는 한이 있더라도' 지구로 데려가려고 한다는 사실을 어렴풋이 알아낸다. 애쉬는 회사의 비밀요원 신분으로 노스트로모에 탑승하고 있었고, 리플리가 "특명 937"에 대해 알아내자 그녀를 공격한다. 그러나 파커와 램버트가 리플리를 죽이기 전에 도착하고, 파커가 소화기로 애쉬의 머리를 내려쳐 분리시키는 바람에 그가 인간이 아닌 로봇의 일종인 '안드로이드'였다는 사실이 드러난다.
세 명만 남은 승무원들은 노스트로모호를 파괴시키고 나르시수스(Narcissus) 셔틀에 옮겨타 탈출할 계획을 세운다. 리플리가 나르시수스 셔틀을 준비시키는 동안, 파커와 램버트는 셔틀내의 생명유지장치에 사용되는 냉각제를 얻으러 간다. 리플리는 선내 통신시스템에서 나오는 비명을 듣고 남은 인원들을 찾으러 갔으나 이미 파커와 램버트는 괴물에게 희생되어 있었다. 리플리는 곧장 선내 자동폭파시스템을 작동시키고 셔틀로 향한다. 하지만 셔틀로 향하는 도중 괴물을 만나, 자동폭파시스템을 해제하려고 하지만 실패하고, 다시 셔틀로 고양이 '존스'와 함께 돌아가 자동폭파를 불과 몇초 앞두고 탈출하게 된다. 하지만 셔틀 안에 괴물이 따라와 숨어 있음을 발견하고 리플리는 소스라치게 놀란다. 이내 동요를 가라앉히고 리플리는 침착하게 우주복을 입고 작살을 준비해 숨어 있는 괴물을 분사시스템을 통해 끄집어내 우주선 바깥으로 날려 버리려고 한다. 다시 우주선 안에 들어오려던 괴물은 리플리가 발사한 작살총에 맞고 바깥으로 떨어져 나간다. 바깥으로 떨어져 나간 괴물은 끈질기게 우주선 밖의 분사장치 안으로 몸을 숨기지만, 리플리는 때를 놓치지 않고 재빨리 분사장치를 가동해 괴물을 우주로 날려버리는데 성공한다. '노스트로모'호의 최후 육성보고를 남기는 리플리와 존스가 함께 동면상태로 들어가는 장면을 끝으로 영화는 막을 내린다.

## 등장인물
- 달라스: 톰 스케릿
- 케인: 존 허트
- 리플리: 시고니 위버
- 램버트: 베로니카 카트라이트
- 애쉬: 이언 홈
- 브렛: 야핏 코토
- 파커: 해리 딘 스탠턴
- 에일리언: 볼라지 바데조
- '마더'목소리: 헬렌 호튼

## 한국판 성우진

### SBS (1991년 12월 14일)
- 손정아 - 리플리(시고니 위버)
- 유강진 - 애쉬(이언 홈)
- 엄주환 - 댈러스(톰 스커릿)
- 남궁윤 - 케인(존 허트)
- 노민 - 파커(야핏 코토)
- 김정호 - 브렛(해리 딘 스탠턴)
- 최성우 - 램버트(베로니카 카트라이트)

### KBS (2001년 6월 16일)
- 손정아 - 리플리(시고니 위버)
- 오세홍 - 댈러스(톰 스커릿)
- 유강진 - 애쉬(이언 홈)
- 윤기황 - 케인(존 허트)
- 이선 - 램버트(베로니카 카트라이트)
- 임성표 - 파커(야핏 코토)
- 최병상 - 브렛(해리 딘 스탠턴)

## 같이 보기
- 에이리언 (영화 시리즈)